# 阿约德勒·阿德图拉
阿约德尔·马克斯·阿德图拉（1998年2月9日—）是一名尼日利亚裔德国职业足球运动员，司职边锋，目前效力于奥尔登堡。

## 职业
阿德图拉在德丙对阵不伦瑞克的比赛中完成了他的职业首秀。
在与红白埃森的合同终止后，他于2020年10月加盟德国北区联赛俱乐部奥尔登堡 。